# 李敬爱
李敬爱（?—?），十六国陇西郡狄道县（今甘肃省定西市临洮县）人，西凉建立者李暠的女儿。
李敬爱是李暠和尹夫人所生，李暠到酒泉、敦煌为官，把女儿李敬爱留在陇西天水，由外祖父尹文抚养。尹文在后凉灭亡後东迁，李暠的从姑、梁褒之母抚养李敬爱。其后南凉秃发傉檀在北山假道。属下鲜卑派遣梁褒送李敬爱到酒泉，南凉与西凉通和讲好。